# Michael A. Singer
Michael Alan Singer (sinh ngày 6 tháng 5 năm 1947) là một tác giả người Mỹ có những tựa sách bán chạy nhất, nhà sáng lập trung tâm thiền và là cựu lập trình viên phần mềm. Hai cuốn sách của ông, The Untethered Soul (2007) và The Surrender Experiment (2015), là những cuốn sách bán chạy nhất của tờ New York Times. Năm 1975, ông thành lập Temple of the Universe, một trung tâm yoga và thiền định lâu đời dành cho mọi người thuộc bất kỳ tôn giáo hay tín ngưỡng nào để trải nghiệm sự bình yên nội tâm.
Về mặt kinh doanh, Singer là một nhân vật đáng chú ý trong ngành phần mềm y tế. Ông đã tạo ra Medical Manager, một trong những chương trình đầu tiên giúp các nhà y tế số hóa hồ sơ bệnh án của họ. Medical Manager hiện là một thành tựu được công nhận và lưu trữ tại Viện Smithsonian. Khi Medical Manager được mua lại bởi WebMD, một công ty đại chúng trị giá hàng tỷ đô la tập trung vào quản lý dữ liệu y tế, Singer tiếp tục là Phó giám đốc điều hành, chiến lược phần mềm bác sĩ, kiêm trưởng bộ phận nghiên cứu và phát triển và kiến trúc sư phần mềm chính của WebMD Practice Services. Ông từ chức WebMD vào năm 2005 và tập trung vào việc viết lách.

## Ấn phẩm
Singer đã viết bốn cuốn sách và tất cả chúng đều thuộc thể loại tôn giáo/tâm linh.

### The Search for Truth (1974)
The Search for Truth (Truy tìm sự thật, 1974) là cuốn sách đầu tiên của Singer, được viết rất lâu trước khi ông trở nên nổi tiếng với tư cách là một nhà văn. Theo lời kể của Singer, cuốn sách này được viết theo yêu cầu từ người hướng dẫn của ông trong trường đại học, vì người này khăng khăng kẻ trước đây “nên viết gì đó để cho ông ấy đọc” sau khi chành thanh niên Singer từ chối làm luận án tiến sĩ.

### Three Essays on Universal Law (1975)
Three Essays on Universal Law (Ba bài luận về Luật Phổ quát, 1975) là cuốn sách thứ hai của Singer tiếp nối chủ đề của cuốn sách trước của ông.

### The Untethered Soul (2007)
The Untethered Soul (Cởi trói linh hồn, 2007) là cuốn sách bán chạy đầu tiên của Singer đã trở thành sách bán chạy số một của tờ New York Times. Đây là một tác phẩm tập hợp các bài giảng bao gồm những chủ đề về triết học yoga, như khái niệm về bản thân, ý nghĩa của cuộc sống và lý thuyết về tâm trí. Đây cũng là tác phẩm thu hút sự chú ý của người dẫn chương trình talk show nổi tiếng Oprah Winfrey, mà sau này Singer đã trả lời phỏng vấn truyền hình đầu tiên của mình.

### The Surrender Experiment (2015)
The Surrender Experiment (Thử nghiệm đầu hàng, 2015) là cuốn sách bán chạy thứ hai của Singer, trên thực tế là một cuốn tự truyện. Trong cuốn sách này, Singer mô tả hành trình của mình về cách ông quan tâm đến thiền định, cách ông bắt đầu gầy dựng Temple of the Universe và Medical Manager Corporation v.v... Chủ đề trung tâm của cuốn sách là nỗ lực của Singer trong việc "từ bỏ chính mình với tự thân cuộc sống", hoặc không để bản ngã của mình xen vào dòng chảy cuộc đời, và kết quả là ông đã đạt được những điều đáng kinh ngạc như thế nào. Ông cũng xác định rằng The Three Pillars of Zen (1965) của Philip Kapleau và Tự truyện của một Yogi (1946) của Paramahansa Yogananda có trách nhiệm bắt đầu cuộc khám phá suốt đời của ông về Thiền và tâm linh. Giống như tác phẩm bán chạy đầu tiên của ông, cuốn sách này cũng trở thành tựa sách bán chạy nhất của New York Times.

## Bê bối gian lận chứng khoán
Trong thời gian làm việc tại WebMD, Singer đã bị Bộ Tư pháp truy tố cùng với các thành viên khác của ban lãnh đạo cao nhất về tội gian lận chứng khoán. Những lời buộc tội cuối cùng đã được bãi bỏ. Theo lời kể của Singer, ông đang bị một giám đốc điều hành cấp cao khác (thủ phạm thực sự) gài bẫy, người đã bịa ra câu chuyện gian lận để "thỏa thuận" với FBI nhằm giảm nhẹ hình phạt cho hắn ta.